# Ratiboř, Vsetín
Ratiboř là một làng thuộc huyện Vsetín, vùng Zlínský, Cộng hòa Séc.